# Simone Chapoteau
Simone Chapoteau (även Simonne, gift Pierson), född 3 november 1902 i Port-au-Prince, Haiti; död 11 mars 1980 i Paris, Frankrike; var en fransk friidrottare med Mångkamp som huvudgren. Chapoteau var världsrekordhållare och blev medaljör vid den fjärde internationella tävlingen i friidrott för damer Les Jeux Athlétiques Féminins à Monte Carlo och var en pionjär inom damidrotten.

## Biografi
Marie-Josephine Alberte Simone Chapoteau föddes 1902 i Haiti i mellersta Västindien. Senare flyttade hon till Frankrike för att studera. Hon tog universitetsexamen i matematik och kemi.
I ungdomstiden blev hon intresserad av friidrott. Kring 1922 gick hon med i idrottsföreningen "Fémina Sport" i Paris, hon tävlade främst i kortdistanslöpning och i femkamp men även i längdhopp, kulstötning och spjutkastning. Åren 1925-1927 tävlade hon för "Golf Club de Paris" och från 1928 för "Cercle Féminin de Paris" under resten av sin aktiva idrottskarriär. Chapoteau var även aktiv i damfotboll och basketboll. Hon tävlade även i flera landskamper i det franska damlandslaget i friidrott.
1922 deltog Chapoteau i sina första franska mästerskap (Championnats de France d'Athlétisme - CFA). Hon tävlade i längdhopp där hon slutade på en 6.e plats vid tävlingen den 25 juni i Colombes. I april samma år deltog hon vid den andra damolympiaden i Monte Carlo. Chapoteau tävlade i Femkamp (då löpning 60 meter, löpning 300 meter, höjdhopp, kulstötning och spjutkastning) där hon slutade på en femteplats. Hon tävlade även i löpning 60 meter och stafett 4 x 75 meter men blev utslagen under kvaltävlingarna. Senare samma år deltog hon även vid Damolympiaden 1922 i augusti i Paris. Hon tävlade i kulstötning där hon slutade på en femteplats.
Den 25 juni 1922 satte hon världsrekord i stafettlöpning 4 x 250 meter (med Andrée Darreau, Simone Chapoteau som andre löpare, Georgette Lenoir och Cécile Maugars) med tiden 2:33,4 min vid en tävling i Colombes.
1923 deltog Chapoteau vid den tredje damolympiaden i Monte Carlo. Chapoteau tog guldmedalj i Femkamp (då löpning 60 meter, löpning 250 meter, höjdhopp, kulstötning och spjutkastning) och slutade på en fjärdeplats i kulstötning.
1925 deltog Chapoteau vid franska mästerskap den 12 juli i Colombes där hon slutade på en fjärdeplats i kulstötning. Vid mästerskapen 14 juli 1926 i Bry-sur-Marne tog Chapoteau silvermedalj i kulstötning (3,6 kg), bronsmedalj i kulstötning (5,0 kg) och längdhopp samt en femteplats i löpning 80 meter.
Den 20 juni 1926 satte hon världsrekord i stafettlöpning 10 x 100 meter (med bl a Simone Chapoteau som tredje löpare) med tiden 2:19,6 minuter vid klubbtävlingar i Paris. Den 6 juli samma år satte hon även världsrekord i stafettlöpning 4 x 75 meter (med Georgette Gagneux, Geneviève Laloz, Simone Chapoteau som tredje löpare och Marguerite Radideau) med tiden 38,8 sekunder vid en landskamp i Prag. Hon tog då även bronsmedalj i längdhopp och kulstötning.
Vid mästerskapen 10 juli 1927 i Roubaix tog hon silvermedalj i spjutkastning och slutade på en femteplats i löpning 1000 meter. 1928 vid mästerskapen 15 juli i Paris tog Chapoteau bronsmedalj i kulstötning och slutade på en femteplats i diskuskastning. Därefter slutade hon tävla under några år.
Under 1928 grundade Chapoteau damidrottsklubben ”Cercle Féminin de Paris” (CFP) i Paris, hon valdes till klubbens ordförande och innehade den posten i 47 år.
Vid mästerskapen 22 juli 1934 i Saint-Maur-des-Fossés tog hon åter silvermedalj i kulstötning, en placering hon upprepade vid mästerskapen 21 juli 1935 i Courbevoie. Under denna tävling slutade hon på en femteplats i spjutkastning.
1937 vid mästerskapen den 14 juli i Paris tog hon åter bronsmedalj i kulstötning och under mästerskapen 14 juli 1938 i Paris blev Chapoteau fransk mästare i kulstötning och tog en femteplats i spjutkastning. Hon deltog vid sina sista mästerskapen 15–16 juli 1939 i Monte Carlo där hon slutade på en femteplats i kulstötning.
Senare drog Chapoteau sig tillbaka från tävlingslivet men fortsatte arbeta som ordförande för ”Cercle Féminin de Paris” och som funktionär i olika idrottsförbund. Hon dog 1980 i Paris.